# Harpalyce
Harpalyce là một chi thực vật có hoa trong họ Đậu.

## Loài
Harpalyce gồm các loài sau:
- Harpalyce acunae Borhidi & O. Muñiz
- Harpalyce alainii Leon
- Harpalyce arborescens A. Gray
- Harpalyce baracoensis Borhidi & O. Muñiz
- Harpalyce borhidii O. Muñiz
- Harpalyce brasiliana Benth.
- Harpalyce cristalensis Borhidi & O. Muñiz
- Harpalyce cubensis Griseb.
- Harpalyce ekmanii Urb.
- Harpalyce flexuosa Borhidi & O. Muñiz
- Harpalyce foliosa Borhidi & O. Muñiz
- Harpalyce formosa DC.
- Harpalyce hilariana Benth.
- Harpalyce lepidota Taub.
- Harpalyce macedoi Cowan
- Harpalyce macrocarpa Britton & Wilson
- Harpalyce maisiana Leon & Alain
- Harpalyce mexicana Rose
- Harpalyce minor Benth.
- Harpalyce moana Borhidi & O. Muñiz
- Harpalyce nipensis Urb.
- Harpalyce parvifolia H.S. Irwin & Arroyo
- Harpalyce pringlei Rose
- Harpalyce robusta H.S. Irwin & Arroyo
- Harpalyce rupicola Donn. Sm.
- Harpalyce sousai Arroyo
- Harpalyce toaensis Borhidi & O. Muñiz
- Harpalyce villosa Britton & Wilson